# 地球帝国：征服的艺术
《地球帝国：征服的艺术》（中国大陆官方译为），是地球帝国的资料片，于2002年发行。2009年GOG.com发布了包含游戏本体的黄金版，黄金版支持Windows XP及之后版本Windows操作系统。
本游戏的褒贬不一，在Game Rankings上的评价为66%。

## 增加的内容
- 新的单位
- 新的文明特色
- 新的英雄
- 时代：太空时代
- 文明：日本、朝鲜
- 战役：罗马征战、太平洋战争、24世纪火星[3]